# 松本慎吾
松本慎吾（日语：／ Matsumoto Shingo，1978年3月3日—），日本男子摔跤运动员。他曾代表日本参加2002年和2006年亚洲运动会摔跤比赛，获得一枚金牌和一枚铜牌。他也曾参加2004年和2008年夏季奥林匹克运动会。